# CURE (afvalbedrijf)
CURE is een afvalverwerkingsbedrijf in zuidoost Noord-Brabant. CURE werd opgericht in 2013 als een publiek-private samenwerking tussen 3 gemeenten en Van Gansewinkel.
CURE is een acroniem voor ‘Centrum Uitvoering Reinigingstaken Eindhoven en omgeving’. CURE werkt in 3 gemeenten. De organisatie heeft de volgende taken: 
- verstrekken van afvaladvies
- voorlichting aan scholen en burgers
- verzamelpunten voor diverse afvalstromen
- ophaaldienst van huishoudelijk afval
- beheer openbare ruimten

De samenwerking met Van Gansewinkel (inmiddels Renewi) is per 1 januari 2014 beëindigd.:p8
CURE is gevestigd in Eindhoven en beheert 4 milieustraten in Eindhoven (2), Geldrop-Mierlo en Valkenswaard.